# Wayne Cashman
Wayne John Cashman (* 24. Juni 1945 in Kingston, Ontario) ist ein ehemaliger kanadischer Eishockeyspieler, -trainer und -scout, der im Verlauf seiner aktiven Karriere zwischen 1962 und 1983 unter anderem 1172 Spiele für die Boston Bruins in der National Hockey League auf der Position des rechten Flügelstürmers bestritten hat. In Diensten der Boston Bruins, deren Mannschaftskapitän er zwischen 1977 und 1983 war, gewann Cashman in den Jahren 1970 und 1972 insgesamt zweimal den Stanley Cup. Darüber hinaus wurde er 1974 ins NHL Second All-Star Team berufen. Nach seinem Karriereende war Cashman über viele Jahre als Trainer in der NHL tätig, darunter in der Saison 1997/98 als Cheftrainer der Philadelphia Flyers.

## Karriere

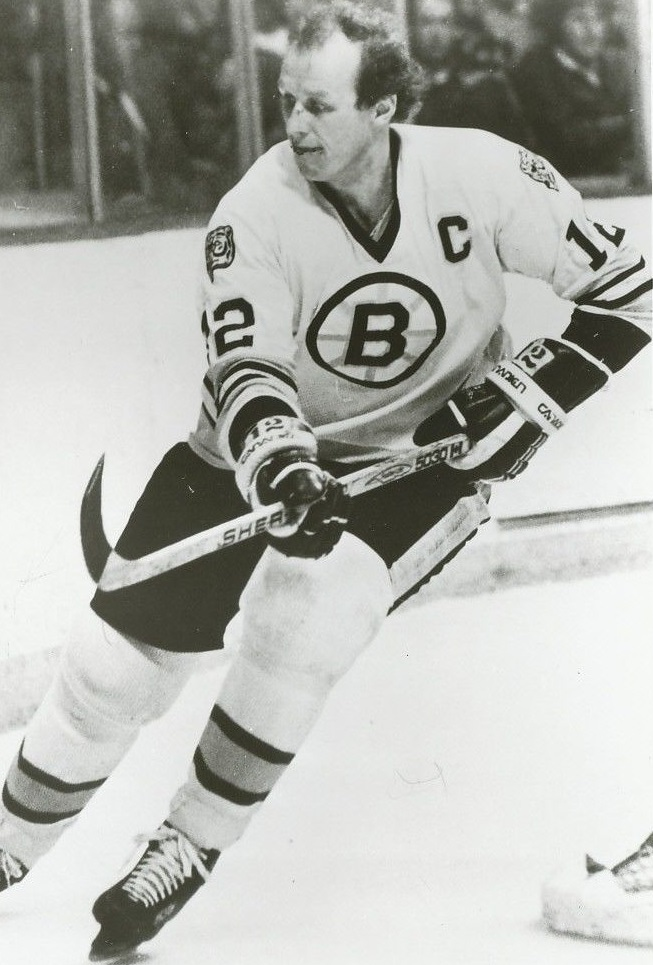
Cashman im Trikot der Boston Bruins

Während seiner Juniorenzeit spielte Cashman zusammen mit Bobby Orr bei den Oshawa Generals in der Ontario Hockey Association. Die Generals waren ein von den Boston Bruins gesponsertes Nachwuchsteam. Aufgrund zahlreicher Verletzungen holte man ihn schon mit 19 Jahren in der Saison 1964/65 für ein Spiel zu den Bruins.
1966 schickten ihn die Bruins zu ihrem Farmteam, den Oklahoma City Blazers, in der Central Professional Hockey League. In der Saison 1967/68 kam er zu zwölf Einsätzen in der NHL. Auch im Jahr darauf begann er die Saison im Farmteam. Dieses Mal waren es die Hershey Bears in der American Hockey League. Schon bald kehrte er zu den Bruins zurück und setzte sich endgültig in der NHL durch.
Gemeinsam mit Phil Esposito und Ken Hodge stand er in der ersten Sturmreihe der Bruins. Hierbei war er weder läuferisch noch technisch ein überdurchschnittlicher Spieler, der erorme Einsatz und sein Geschick beim Spiel in den Ecken der Angriffszone des Gegners machten ihn zu einem so wertvollen Spieler. Mit den Bruins gewann er in der Saison 1969/70 seinen ersten Stanley Cup. Zwei Jahre später konnte er mit seinem Team diesen Erfolg wiederholen. Er stand auch im Kader der NHL-Auswahl, die bei der Summit Series 1972 gegen die Sowjetunion gewinnen konnten. Er selbst steuerte bei seinen beiden Einsätzen zwei Vorlagen bei. Seine persönlich beste Saison hatte er in der Saison 1973/74. In der Scorerliste der NHL lag er hinter seinen Teamkameraden Esposito, Orr und Hodge auf Rang vier. In dieser Saison stand er auch beim NHL All-Star Game auf dem Eis.
Nachdem er nach einer schweren Operation 1977 in den Kader zurückgekehrt war, wurde er für sechs Jahre Mannschaftskapitän der Bruins. Als letzter Spieler, der bereits in der Zeit der „Original Six“ ein Spiel bestritten hatte, beendete er nach der Saison 1982/83 seine Karriere als Spieler.
Sein ehemaliger Teamkamerad Phil Esposito, der 1986 als Trainer und General Manager bei New York Rangers tätig war, holte ihn als Scout in seinen Stab. Ab der Saison 1987/88 war er fünf Jahre als Assistenztrainer der Rangers tätig. Es folgten vier Jahre als Assistent von Terry Crisp bei den Tampa Bay Lightning, bevor er als Assistent von Al Sims hinter der Bande der San Jose Sharks stand. Als Cheftrainer der Philadelphia Flyers ging er in die Saison 1997/98, trat aber nach 61 Spielen ins zweite Glied zurück und wurde, wie bereits bei den Rangers, zum Assistenten von Roger Neilson. Mit Neilson verließ er die Flyers und wurde Cheftrainer der Pensacola Ice Pilots in der East Coast Hockey League (ECHL). Nach einem Jahr kehrte er in die NHL zurück. Sein ehemaliges Team, die Boston Bruins, nahmen ihn als Assistenztrainer auf. Mit Unterbrechungen war er dort bis 2006 tätig.

## Erfolge und Auszeichnungen
| - 1966 J.-Ross-Robertson-Cup-Gewinn mit den Oshawa Generals - 1970 Stanley-Cup-Gewinn mit den Boston Bruins - 1972 Stanley-Cup-Gewinn mit den Boston Bruins | - 1974 Teilnahme am NHL All-Star Game - 1974 NHL Second All-Star Team |

## Karrierestatistik

### International
Vertrat Kanada bei:
- Summit Series 1972

(Legende zur Spielerstatistik: Sp oder GP = absolvierte Spiele; T oder G = erzielte Tore; V oder A = erzielte Assists; Pkt oder Pts = erzielte Scorerpunkte; SM oder PIM = erhaltene Strafminuten; +/− = Plus/Minus-Bilanz; PP = erzielte Überzahltore; SH = erzielte Unterzahltore; GW = erzielte Siegtore; 1 Play-downs/Relegation; Kursiv: Statistik nicht vollständig)

### NHL-Trainerstatistik
(Legende zur Trainerstatistik: Sp oder GC = Spiele insgesamt; W oder S = erzielte Siege; L oder N = erzielte Niederlagen; T oder U = erzielte Unentschieden; OTL oder OTN = erzielte Niederlagen nach Overtime oder Shootout; Pts oder Pkt = erzielte Punkte; Pts% oder Pkt% = Punktquote; Win% = Siegquote; Resultat = erreichte Runde in den Play-offs)